# Beaumont Provincial Park
Beaumont Provincial Park är en park i Kanada.   Den ligger i provinsen British Columbia, i den centrala delen av landet, 3 600 km väster om huvudstaden Ottawa. Beaumont Provincial Parkligger 725 meter över havet. Den ligger vid sjön Fraser Lake.
Terrängen runt Beaumont Provincial Park är kuperad åt sydväst, men åt nordost är den platt. Trakten runt Beaumont Provincial Park är nära nog obefolkad, med mindre än två invånare per kvadratkilometer.. 
I omgivningarna runt Beaumont Provincial Park växer i huvudsak barrskog.